# Instituto Português de Yoga e Mindbody, Associação
O IPYM Instituto Português de Yoga e Mindbody, Associação, é uma associação privada sem fins lucrativos, e está legalmente constituída.
Os estatutos da Associação foram publicados no jornal oficial da República Portuguesa, D.R. 2ª série Nº105 de 2007, com a designação social de AETO Associação Europeia de Terapias Orientais.
A AETO vigorou entre os anos de 2007 e 2023. Contudo, em janeiro de 2023 a AETO mudou a sua designação social para IPYM. Os objetivos sociais do IPYM são os mesmos desde 2007: a divulgação, promoção, formação na área do Yoga, meditação e disciplinas corpo-mente.
A sede social da associação IPYM é no Parque das Nações, em Lisboa. No ano de 2021, o fundador do IPYM (Paulo Hayes) submeteu uma petição com 1131 assinaturas à Assembleia da Rapública tendo em vista a regulamentação das atividades de Ioga em Portugal.
Já no ano de 2021, ocorreu um contributo importante para a história do Yoga em Portugal. O livro de Paulo Hayes, "O Yoga em Portugal", foi publicado pela Editora Colibri.
O Yoga é uma prática popular de corpo-mente (mindbody), cujos benefícios têm sido estudados há várias décadas. Existe muita evidência científica sobre as práticas de Yoga, designadamente mais de 8 mil estudos que incluem diferentes técnicas do yoga: a meditação, a respiração consciente e o relaxamento profundo.